# Selle Italia-Eurocar
L'equip Selle Italia-Eurocar, conegut posteriorment com a Selle Italia-Magniarredo, va ser un italià, de ciclisme en ruta que va competir entre 1990 i 1991. No s'ha de confondre amb el posterior equip Selle Italia.

## Corredor millor classificat en les Grans Voltes
| Any  | Giro d'Itàlia        | Tour de França | Volta a Espanya |
| ---- | -------------------- | -------------- | --------------- |
| 1990 | 10.º Leonardo Sierra | -              | -               |
| 1991 | 7.º Leonardo Sierra  | -              | -               |

## Principals resultats
- Giro del Friül: Leonardo Sierra (1990)
- Giro del Laci: Andrea Tafi (1991)
- Giro del Trentino: Leonardo Sierra (1991)

### A les grans voltes
- Giro d'Itàlia
  - 2 participacions (1990, 1991)
  - 1 victòries d'etapa:
    - 1 el 1990: Leonardo Sierra

  - 0 classificacions finals:
  - 0 classificacions secundàries:

- Tour de França
  - 0 participacions

- Volta a Espanya
  - 0 participacions